# Приглашение на казнь
«Приглашение на казнь» — роман Владимира Набокова. Публиковался в журнале «Современные записки» с 1935 по 1936 год, отдельным изданием опубликован в 1938 году в парижском  эмигрантском издательстве «Дом книги» под псевдонимом В. Сирин.

## История публикации
Роман написан на русском языке в берлинский период жизни писателя. Впервые опубликован в парижском журнале «Современные записки» в 1935—1936 годах (№№ 58—60). Вышел отдельной книгой в 1938 году в парижском издательстве «Дом книги». Перевод на английский, выполненный под руководством Набокова его сыном Дмитрием, был издан в Нью-Йорке в 1959 году.
Первая публикация романа в Советском Союзе, по-видимому, относится к 1987 году. Роман был напечатан в рижском журнале «Родник» (1987, №№ 8—12, 1988, №№ 1—2). В 1988 году роман был включён в сборник произведений Набокова, подготовленный издательством «Художественная литература».

## Герои
Цинциннат Ц. — главный герой, тридцатилетний учитель, ожидающий смертного приговора за «гносеологическую гнусность», то есть «непрозрачность» для окружающих, непохожесть на них.
М-сье Пьер — палач. В ходе событий романа он изображает из себя арестанта и навязывает свою дружбу Цинциннату.
Родион — тюремщик с рыжей бородой и «красивым русским лицом». Он относится к Цинциннату в целом доброжелательно, но совершенно не понимает его.
Родриг Иванович — директор тюрьмы. Это тщеславный человек в неизменно элегантных костюмах, который периодически упрекает Цинцинната в дурном поведении.
Эммочка — двенадцатилетняя дочь директора тюрьмы. Она часто посещает камеру Цинцинната. Он связывает с нею свои надежды на побег.
Марфинька — жена Цинцинната, которая начала изменять ему с первого года их брака. Она родила от других мужчин двоих детей, которые попали в детский сад, где работал Цинциннат. Вскоре после этого он перестал следить за собой, и окружающим стала заметна его непохожесть на остальных.
Цецилия Ц. — мать Цинцинната, родившая его в очень раннем возрасте и сразу бросившая. До попадания в тюрьму он встречался с ней лишь раз, когда ему пошёл уже третий десяток. Цецилия работает акушеркой и искренне переживает за Цинцинната.
Роман Виссарионович — адвокат Цинцинната. Он часто посещает Цинцинната, но, по сути, ничего не делает для его спасения.

## Сюжет
Цинциннат Ц. оказывается приговорённым к смертной казни за свою непохожесть на других, «непрозрачность» для них, то есть за «гносеологическую гнусность», как называет это суд. До тридцати лет ему удавалось скрывать свою подлинную натуру от окружающих. Но постоянные измены жены Марфиньки, а затем появление в детском саду, где он работал учителем, мальчика и девочки, родившихся в результате этих измен, заставляют Цинцинната потерять бдительность и перестать маскироваться. Это приводит его в тюрьму.
В романе показываются последние двадцать дней жизни Цинцинната. За этот период он пытается осмыслить свою жизнь. Он общается со своим тюремщиком Родионом и с директором тюрьмы. Также его периодически посещают адвокат и двенадцатилетняя дочка директора тюрьмы. А ещё на свидания к нему приходят его мать и жена вместе с роднёй. Кроме того, в друзья к Цинциннату под видом соседа-арестанта набивается его будущий палач. В результате этих встреч Цинциннат ещё более остро осознаёт противоречия собственной личности с современным ему обществом «прозрачных друг для дружки душ».
Перед казнью, ещё не зная её точной даты, Цинциннат пишет: «Вот тупик тутошней жизни, — и не в её тесных пределах надо было искать спасения». После казни Цинциннат, видимо, оказавшийся уже по ту сторону мира живых, уходит прочь от уничтожаемых вихрем эшафота и площади со ставшими «совсем прозрачными» зрителями.

## Критики о романе
Журнальная публикация романа и его первое книжное издание вызвали сравнительно небольшое количество отзывов в эмигрантской прессе, среди которых преобладали недоуменно-неприязненные отзывы. «Не думаю, чтобы нашлось много читателей, кому „Приглашение на казнь“ понравилось бы, кому эта вещь стала бы дорога, и, признаюсь, я не без труда дошёл до конца отрывка: уж слишком все причудливо, уж слишком трудно перестроиться, так сказать, на авторский ключ, чтобы оказаться в состоянии следить за развитием действия и хоть что-нибудь в нём уловить и понять. Утомительно, жутко, дико!» (Георгий Адамович).
Исследователи находят некоторые мотивно-повествовательные переклички и отсылки к повести Виктора Гюго «Последний день приговорённого к смерти». Так, оба произведения начинаются с одной и той же ситуации: узнику объявляют смертный приговор, после чего следуют несколько недель одиночного заключения, наполненных переживаниями и размышлениями героя. Заканчиваются оба произведения казнью персонажа: Цинциннат поднимается на эшафот, а приговорённый у Гюго слышит на лестнице шаги — последнее, что он уже может записать в своём дневнике. Вместе с тем по мнению литературоведа Н. А. Карпова данный сюжет был растиражирован романтической литературой, а потому утверждать на основании этого сугубо внешнего сходства наличие некой внутренней связи между романом Набокова и повестью Гюго было бы слишком опрометчиво. По его мнению Набоков в «Приглашении на казнь» активно пародирует так называемую «тюремную» литературу эпохи романтизма. Вместе с тем отмечается тематическая, стилистическая и идейная близость этих текстов (множество перекликающихся образов, мотивов, сюжетных деталей, стилистических фигур, совпадающий контрапункт эмоционально-интонационного движения).
«… В основу романа (или, скорее, повести) положены автором два задания. Из них первое, характера философского и отчасти публицистического, по-видимому, преобладало в сознании автора над вторым, чисто литературным. Однако, как это нередко случается, эта первая, более предумышленная сторона произведения вышла более уязвима и более вызывает возражений, нежели вторая. В ней дана, так сказать, противо-утопия, горестно-сатирическое изображение будущего человечества, настолько уже утратившего духовные начала, настолько упадочного, что в нём едва сохранились последние остатки даже той механистической цивилизации, которая некогда (в какой-то момент, лежащий между нашей эпохой и эпохой повести) находилась в расцвете, но которая вслед за тем распалась. Строй этой будущей жизни изображён Сириным с замечательной силой и находчивостью. Но противо-утопия Сирина разделяет судьбу всех утопий и противо-утопий: ей трудно поверить. Как и ей подобные, она построена на том предположении, что ныне существующие болезни культуры развиваются вполне последовательно и прямолинейно, постепенно разрушая те остатки здоровых начал, которые в современной культуре имеются. Меж тем, исторический процесс в действительности протекает иначе. С течением времени в нём начинают действовать силы, которых сейчас мы ещё не замечаем, а также силы, которым ещё только предстоит возникнуть и которых предвидеть мы не можем. Вдобавок, силы эти вступают друг с другом в сочетания и столкновения, столь же непредвидимые. В результате, история движется не по прямой, а по кривой, заранее невычислимой. Та жизнь, которую нам показывает Сирин, может настать, а может и не настать — и, вероятно, в таких формах, какие ему мерещатся, именно не настанет. Получается то, что некогда сказал Лев Толстой о Леониде Андрееве: он пугает, а мне не страшно» (Владислав Ходасевич).
«С необычайной лёгкостью затронуты глубочайшие темы и с такою лёгкостью разрешены, что поневоле не веришь этим призрачным разрешениям: логически как будто и верно, но тогда зачем ломали себе головы над этими самыми вопросами в течение тысячи лет тысячи мудрецов? Если так абсолютно и безнадёжно бездарен человеческий коллектив, то какова же цена отдельных личностей, этот самый коллектив составляющих? Если раздвоенье личности укладывается в формулу — „я“ первый, это „я“ осторожный, внимательный, „я“, у которого прекрасно действуют все задерживающие центры, а „я“ второй — зто „я“ импульсивный, смелый, следующий первому своему движению, — то стоит ли о таком „раздвоении“ и разговаривать?
Последние годы Сирин стал на очень опасный путь — внешней акробатики и внутренней схематизации и упрощения» (Сергей Осокин [Вадим Андреев]).
Отмечая насыщенность романа аллюзиями, отсылающими читателя к текстам русской и зарубежной классики, критики нередко упоминают имя Ф. Кафки и его роман «Процесс».  Удивительна и сама схожесть сюжетов: неординарная личность обрекается безликим миром на казнь.
В 1936 году  на литературном вечере в Париже, где Набоков представил свой роман,  Георгий Адамович прямо спросил автора, известен ли тому «Процесс» Кафки. На этот вопрос был дан отрицательный ответ, который повторялся во всех интервью, данных позднее.
В 1959 году в США выходит американское издание «Приглашения на казнь», в предисловии к которому Набоков пишет:
Рецензенты из эмигрантов были в недоумении, но книга им понравилась, и они вообразили, что разглядели в ней «кафкианский элемент», не подозревая, что я не знаю по-немецки, совершенно несведущ в современной немецкой словесности и в то время не читал еще ни французских, ни английских переводов сочинений Кафки. Какие-то стилистические сочленения между этой книгой и, допустим, моими ранними рассказами (или более поздним романом «Под знаком незаконнорожденных») несомненно существуют; но никак не между нею и «Замком» или «Процессом» <...> Эта вещь — скрипка, звучащая в пустом пространстве.

## Происхождение названия
Самуил Лурье предположил, что название романа «Приглашение на казнь» восходит к третьей сцене IV акта пьесы У. Шекспира «Мера за меру».

## Инсценировки
2009 — РАМТ, реж. Сафонов Павел Валентинович
2019 — Аппарат.Театр , реж. Родион Барышев
2020 — Казанский ТЮЗ , реж. Ильнур Гарифуллин
25 января 2024 года - МДТ им. М.Н. Ермоловой, реж. Марина Брусникина